# Austronomus kuboriensis
Tadarida kuboriensis — вид кажанів родини молосових.

## Середовище проживання
Цей маловідомий вид є ендеміком острова Нова Гвінея. Він був записаний на висотах від 1900 до 2800 м над рівнем моря. Вид був зареєстрований в південному буковому (Nothofagus) моховому лісі й над субальпійськими луками.